# Tempe Terra
Tempe Terra est une région martienne située dans l'hémisphère nord de la planète. Des processus tectonique y ont formé plusieurs graben. Les intempéries de la planètes y ont aussi remodelé le paysage,.